# Малоукраїнка
Малоукраї́нка — село в Україні, у Єланецькій селищній громаді Вознесенського району Миколаївської області. Населення становить 304 особи. До 2020 року орган місцевого самоврядування — Малоукраїнська сільська рада.

## Населення

### Мова
Розподіл населення за рідною мовою за даними :
| Мова            | Кількість | Відсоток |
| --------------- | --------- | -------- |
| українська      | 285       | 93.75%   |
| російська       | 10        | 3.29%    |
| румунська       | 8         | 2.63%    |
| інші/не вказали | 1         | 0.33%    |
| Усього          | 304       | 100%     |